# Vasyl Ivantjuk

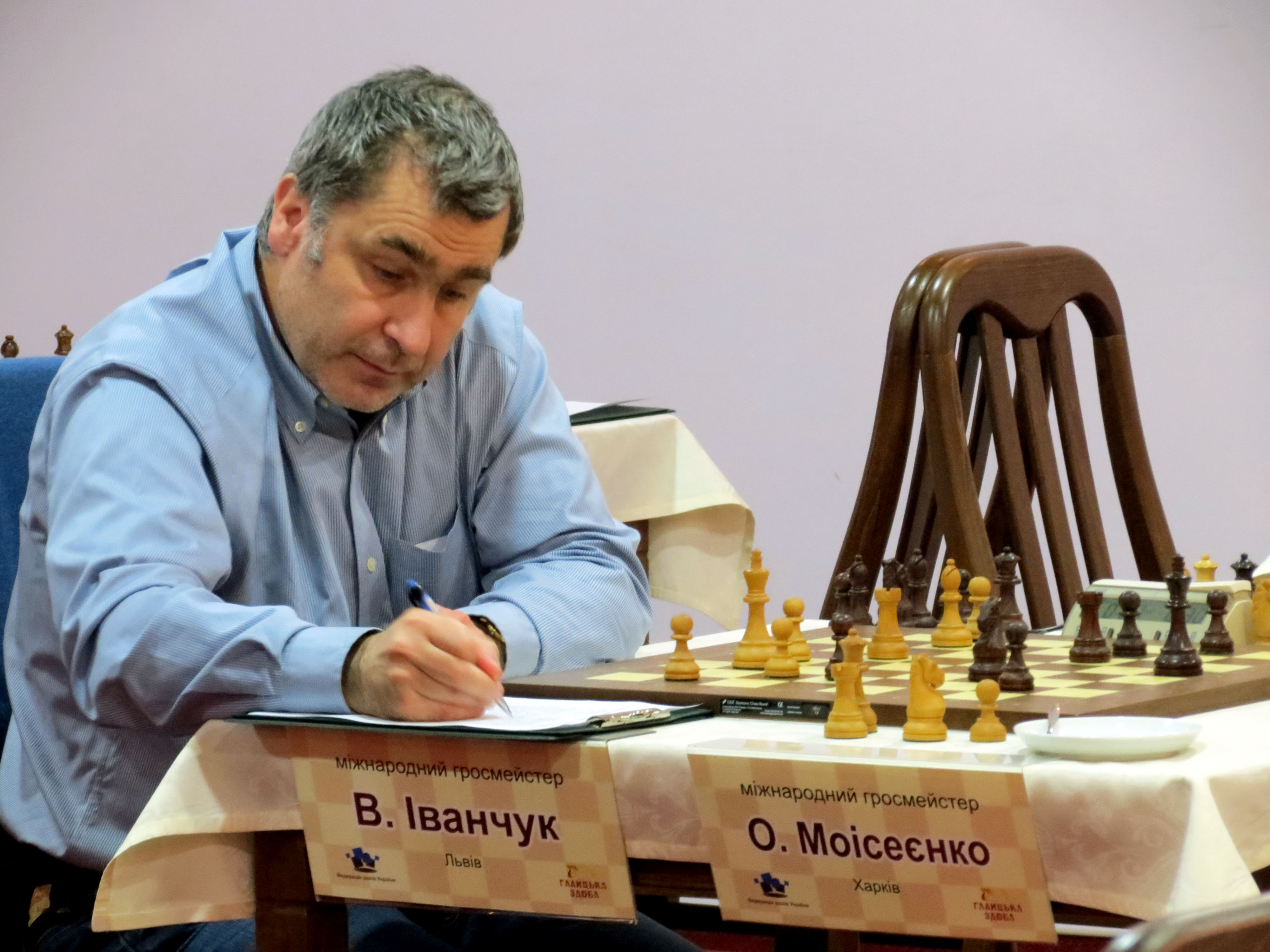
Vasyl Ivantjuk under Ukrainska mästerskapet, 2014.

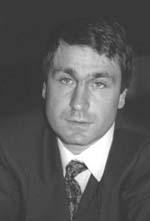
Vasyl Ivantjuk, 2004.

Vasyl Ivantjuk (ukrainska: Василь Михайлович Іванчук, Vasyl Mychajlovytj Ivantjuk), född 18 mars 1969 i Kopytjyntsi i Ukrainska SSR, är en ukrainsk stormästare i schack. Han har sedan början av 1990-talet rankats som en av de bästa spelarna i världen, med junior-EM-guld 1987 och EM-guld 2004 bland meriterna. Ivantjuk benämns på engelska ofta Vassily Ivanchuk efter en rysk variant av namnet.

## Biografi
Ivantjuk spelade schack på hög nivå redan som ung, och 1987 vann han junior-EM i nederländska Groningen. Året efter blev han delad tvåa vid junior-VM i australiska Adelaide. Samma år erövrade han stormästartiteln och steg upp på tiobästalistan på världsrankingen.
Därefter har Ivantjuk konsekvent tillhört världens högst rankade schackspelare; i juli 1991, juli 1992 samt oktober 2007 rankades han som världstvåa. Han ledde en kort tid den inofficiella världsrankingen under 2007. Ivantjuk är född samma år som den mångårige världsettan och nära vännen Viswanathan Anand.
Bland hans segrar kan nämnas Corus-turneringen 1996 och Linares-turneringen 1989, 1991 och 1995. Ivantjuk spelade på bord ett när Ukraina vann guld i schack-OS i Calvià år 2004. Han blev europamästare 2004 och kom tvåa 2006.
I januari 2018 var Ivantjuks Elo-rating 2726.